# Гюльрух-хатун
Гюльру́х-хату́н (тур. Gülruh Hatun;. ум. после 1520 в Бурсе) — супруга османского султана Баязида II и мать двоих его детей.

## Биография
О происхождении и обстоятельствах попадания в гарем Гюльрух-хатун данных нет. Турецкие историки Недждет Сакаоглу и Чагатай Улучай пишут, что в гаремных документах отцом её указан некий Абдулхай, что указывает на то, что Гюльрух была наложницей немусульманского происхождения. Гюльрух-хатун попала в гарем не позднее 1466 года, поскольку Энтони Алдерсон в своём труде «Структура Османской династии» указывает датой рождения её сына 1467 год. Помимо сына шехзаде Алемшаха от султана Баязида II Гюльрух родила дочь Камер-султан, которая была замужем за неким Мустафой-беем.
Как и другие шехзаде, Алемшах должен был пройти обучение управлению государством в провинциях: так, в 1504—1507 годах он последовательно был санджакбеем Кастамону и Сарухана. По традиции Гульрух сопровождала сына во время его пребывания в провинциях. Сохранилось длинное письмо, написанное Гюльрух султану Баязиду в бытность её сына санджакбеем Манисы, подписанное «валиде-и Алемшах» (тур. valide-i Alemşah — «мать Алемшаха») и являющееся важным свидетельством событий того времени. В письме говорится, что Гюльрух защищала Алемшаха пока он был маленьким, но когда он достиг возраста храбрости, «ему нужен мусульманский лала, который принесёт ему религию и мир». В письме Гюльрух-хатун сетует на то, что её сын оказался в плохой компании, ведёт праздную жизнь и имеет пристрастие к алкоголю, что чуть не сгубило его здоровье, и просит султана прислать во дворец шехзаде благочестивого лалу. Во втором, более коротком письме, написанном после 1510 года, Гюльрух объясняет султану, что шехзаде Алемшах скончался от алкогольной зависимости.

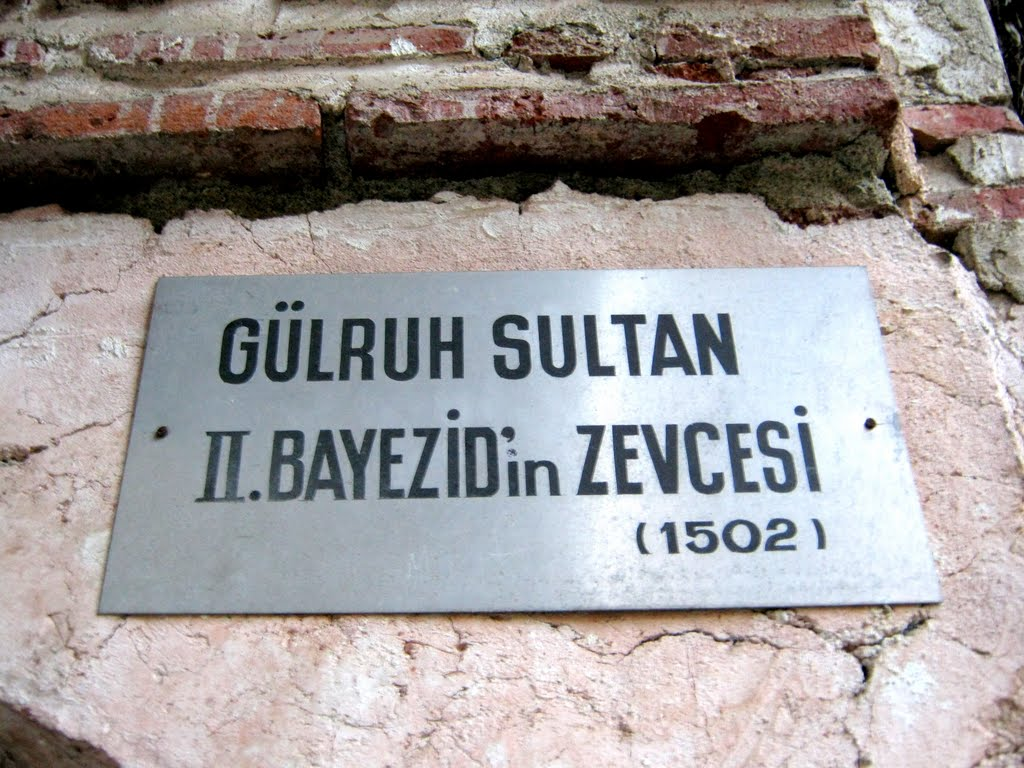
Табличка на мавзолее Гюльрух

После смерти сына в 1510 году Гюльрух уединилась в Бурсе, где занималась воспитанием дочерей Алемшаха Айше и Фатьмы. После смерти Баязида II в 1512 году финансовое обеспечение Гюльрух и семьи покойного шехзаде Алемшаха взял на себя новый султан — Селим I. Гюльрух-хатун умерла в начале правления султана Сулеймана I (после 1520 года) и была похоронена в собственном мавзолее при мечети Мурадие в Бурсе. Дочери шехзаде Алемшаха были переданы под опеку Хафсы-хатун, матери султана Сулеймана I.
Как и многие жёны султанов и матери наследников Гюльрух занималась благотворительностью. На её средства в айдынском Гюзельхисаре и деревне Дураклы были построены малые мечети (месджид), месджид и имарет в Акхисаре, а также магазин, хаммам, караван-сарай и другие строения в Гёрдесе, Демирджи, Назилли и Бирги.